# Knema tenuinervia
Knema tenuinervia är en tvåhjärtbladig växtart. Knema tenuinervia ingår i släktet Knema och familjen Myristicaceae.

## Underarter
Arten delas in i följande underarter:
- K. t. kanburiensis
- K. t. setosa
- K. t. tenuinervia